# Rittenhousetown Historic District
Rittenhousetown Historic District ist ein historisch bedeutsamer Gebäudekomplex in Germantown, Philadelphia und der Geburtsort von David Rittenhouse.
Die Siedlung entstand um die erste Papiermühle der Dreizehn Kolonien, welche 1690 von Wilhelm Rettinghaus am Monoshone Creek erbaut wurde. Die ursprüngliche Parzelle war 20 Acres groß und erweiterte sich durch Ankäufe benachbarter Grundstücke schnell. Vom 17. bis 19. Jahrhundert wuchs Rittenhousetown auf mehr als 40 Gebäude an, darunter Wohnhäuser, landwirtschaftliche und industrielle Betriebe sowie bundesstaatliche Einrichtungen. Durch den Bau des Lincoln Drive wurden viele Gebäude zerstört, während die Papiermühle bereits vorher als Relikt der Industrialisierung nicht mehr gebraucht und abgerissen wurde. Heute stehen davon noch sechs Häuser und eine Scheune im Fairmount Park, welche zwischen 1690 und 1830 errichtet wurden. Sie sind alle nach Süden ausgerichtet, aus lokalem Stein errichtet und haben Satteldächer.
Am 27. April 1992 wurde Rittenhousetown als Historic District anerkannt und in das National Register of Historic Places aufgenommen. Zeitgleich erhielt der Gebäudekomplex den Status einer National Historic Landmark.